# 栄村 (山梨県)
栄村（さかえむら）は山梨県西八代郡にあった村。現在の南巨摩郡南部町東部、富士川左岸にあたる。

## 地理
- 山：天子山地（長者ヶ岳、天子ヶ岳、白水山、思親山、三石山）
- 河川：富士川、佐野川

## 歴史
- 1874年（明治7年）10月31日 - 八代郡内船村・井出村・十島村・上佐野村・下佐野村が合併して栄村となる。
- 1878年（明治11年）7月22日 - 郡区町村編制法の施行により、栄村が西八代郡の所属となる。
- 1889年（明治22年）7月1日 - 町村制の施行により、栄村が単独で自治体を形成。
- 1941年（昭和16年）3月12日 - 日本軽金属富士川第2発電所の取水坑が水没。坑内の西松組作業員12人が行方不明[1]。
- 1955年（昭和30年）4月1日 - 南巨摩郡睦合村と合併して南巨摩郡南部町が発足。同日栄村廃止。

## 交通

### 鉄道路線
- 日本国有鉄道
  - 身延線
    - 十島駅 - 井出駅 - 寄畑駅 - 内船駅